# Wojna domowa w Sudanie Południowym
Wojna domowa w Sudanie Południowym – konflikt zbrojny między członkami plemienia Dinka i Nuerów, rozpoczęty 15 grudnia 2013 po nieudanym zamachu stanu. Wojna domowa pochłonęła ponad tysiąc ofiar, została tymczasowo przerwana zawieszeniem broni z 23 stycznia 2014, jednak walki i przemoc na tle etnicznym zostały wznowione. Porozumienie pokojowe osiągnięto po negocjacjach pokojowych i pojednaniu Salvy Kiira z Riekiem Macharem w Addis Abebie w dniu 9 maja 2014.

## Geneza
U genezy konfliktu między Dinkami i Nuerami stoi plemienna wrogość i historyczne zaszłości. Dinkowie, stanowiący prawie połowę ludności Sudanu Południowego, traktowali mniej licznych Nuerów (10% populacji kraju) lekceważąco. Kiedy powstała Ludowa Armia Wyzwolenia Sudanu mająca na celu wyzwolenie Sudanu Południowego, Dinkowie podczas walk z Arabami z północy kraju szukali wsparcia wśród Nuerów. Lider południowosudańskiego oporu John Garang mianował na swojego zastępcę Rieka Machara z plemienia Nuerów. W trakcie II wojny domowej w Sudanie, Chartum starał się skłócić południowosudańskich przywódców. W zamian za obietnicę autonomii dla Południa, Riek Machar podjął w 1997 współpracę z Chartumem, co Dinkowie potraktowali jako zdradę. Od tego czasu tlił się konflikt między Dinkami i Nuerami, mimo iż oszukany przez władze sudańskie Machar stojący wówczas na czele Sił Obronnych Sudanu Południowego (SSDF) ponownie w 2002 przystąpił do powstania prowadzonego przez Dinków, łącząc siły SPLA i SSDF.
Tak więc, Sudan Południowy to kraj targany przez konflikty etniczne jeszcze sprzed czasu proklamacji niepodległości, co nastąpiło 9 lipca 2011. W siedmiu z dziesięciu stanów toczyły się walki między członkami plemienia Misserija, Murle, Dinka oraz Nuerami. Oprócz waśni etnicznych Siły Zbrojne Sudanu Południowego były stale niepokojone buntami generałów wywodzących się z różnych plemion. Na samym początku bunt wzniecił gen. George’a Athora z plemienia Murle stojącego na czele Demokratycznego Ruch Sudanu Południowego (SSDM), następnie Peter Gadet z Nuerów, przywódca Armii Wyzwolenia Sudanu Południowego (SSLA), a także David Yau Yau z Murle.
Po ogłoszeniu niepodległości przez Sudan Południowy, prezydent Kiir mianował Rieka Machara na stanowisko wiceprezydenta kraju. Machar wywodzący się z plemienia Nuerów, krytykował styl władzy prezentowany przez Kiira, pochodzącego z wrogiego plemienia Dinków. Zarzucał prezydentowi dyktatorskie skłonności, niegospodarność, a także zawłaszczenie państwa przez Dinków. Ogłosił chęć wystartowania w wyborach prezydenckich w 2015. Aby pozbyć się politycznego konkurenta, prezydent Kiir, 23 lipca 2013 pozbawił Machara stanowiska. Ten w grudniu 2013 wziął odwet.

## Przebieg walk

### Bunt w Dżubie
15 grudnia 2013 w Dżubie odbyło się spotkanie Narodowej Rady Wyzwolenia, jednego z organów wykonawczych. Uczestniczyli w nim członkowie Ludowego Ruchu Wyzwolenia Sudanu. Zjazd toczył się z trudnościami, cześć polityków zawczasu opuściła spotkanie. W związku z tym dowódca Batalionu nadał nakaz rozbrojenia żołnierzy, jednak okazało się, że broń odebrano jedynie Nuerom. Ci wkradli się do magazynów, skąd rozkradli broń i rozpoczęli o godz. 22:30 strzelaninę w koszarach.
Według rządzących, za wydarzeniami w stolicy, między frakcjami Dinków i Nuerów wchodzących w skład Sił Zbrojnych Sudanu Południowego, które nazwano nieudanym zamachem stanu, stał Riek Machar. Ten zaprzeczył, jakoby chciał dokonać przewrotu. Intensywne walki trwały przez cały kolejny dzień, kiedy to prezydent Kiir wprowadził od godziny 18 do godz. 6 rano godzinę policyjną. Próba zamachu stanu przerodziła się w otwarty konflikt między Dinkami i Nuerami w kraju. 16 grudnia 2013 doszło do masakry 200–300 Nuerów w dzielnicy Gudele.
Walki w stolicy udało się opanować 17 grudnia 2013, kiedy to wzmocniono obecność sił bezpieczeństwa, zwłaszcza w okolicach ministerstw i na drogach prowadzących do siedziby prezydenta. W stolicy pozamykane były sklepy, ludzie barykadowali się w domach oraz szukali schronienia w bazach oenzetowskiej misji UNMISS, gdzie przebywało 15–20 tys. cywilów. Tymczasem Machar uciekł ze stolicy, a władze ogłosiły, że aresztowano 11 przedstawicieli władz, w tym dawnych ministrów. W odwecie za próbę zamachu stanu, Dinkowie podczas bitwy w Dżubie zabijali Nuerów w łapankach i przydrożnych egzekucji. Po trzech dniach walk, według ONZ zginęło 400–500 osób, a 800 odniosło obrażenia.

### Utrata kontroli przez władzę centralną nad stanami Jonglei i Unity
17 grudnia 2013 walki rozprzestrzeniły się na miasto Bor, stolicę niestabilnego stanu Jonglei. Miasto to było w 1991 świadkiem masakry, kiedy to Nuerowie lojalni Macharowi zabili setki osób należących do plemienia Dinka. W mieście Bor trwały walki między siłami lojalnymi prezydentowi Kiirowi a Armią Wyzwolenia Sudanu Południowego (SSLA) pod wodzą Petera Gadeta, który w 2011 prowadził rebelię przeciwko Ludowej Armii Wyzwolenia Sudanu (SPLA), który działał na rzecz niepodległości Sudanu Południowego. Gadet należący do plemienia Nuerów, ogłosił, iż południowosudańska armia straciła kontrolę na stanem Jonglei na rzecz SSLA.
18 grudnia 2013 kilku studentów zginęło podczas zajść na Uniwersytecie w Dżubie. W dniach 18–19 grudnia 2013 trwały walki na polach naftowych pod miastem Bentiu w stanie Unity. W starciach etnicznych między pracującymi tam robotnikami pierwszego dnia zginęło pięć osób, z kolei kolejnego 11 osób. Następnie starcia wybuchły w miejscowości Tar Dżat, jednak wysłane tam służby bezpieczeństwa opanowały sytuację. 19 grudnia 2013 w Akobo w stanie Jonglei doszło do ataku Białej Armii Nuerów (NWA) na bazę ONZ-owskich sił pokojowych UNMISS, w wyniku czego zginęło dwóch indyjskich żołnierzy, a trzeci odniósł obrażenia. Nuerowie zaatakowali bazę, gdyż poszukiwali tam członków plemienia Dinka, chroniących się w bazach ONZ. W ataku zginęło także 20 Dinków. Tego samego dnia walki wybuchły w stanie Unity na polu naftowym Thar Jath, gdzie w dwudniowych walkach zginęło 16 osób.
20 grudnia 2013 międzyczasie ONZ podało, iż około 34 tys. mieszkańców Sudanu Południowego szukało schronienia w oenzetowskich bazach w trzech miejscach na terenie kraju, w tym 20 tys. w stolicy Dżubie, a 14 tys. w Bor, gdzie toczyła się ze zmiennym szczęściem kontrofensywa lojalistów Kiira. Walki trwały w Pariang, gdzie zdezerterowali żołnierze oraz w Bentiu i Rubkonie. Do 24 grudnia 2013 w Bentiu znaleziono 32 ciała, z kolei w drugim z tych miast odkryto zwłoki 82 osób.
21 grudnia 2013 nieznani sprawcy ostrzelali amerykański samolot wojskowy Bell-Boeing V-22 Osprey wykonujący misję ewakuacyjną amerykańskich obywateli nad miastem Bor, gdzie toczyły się walki armii rządowej z kontrolującymi pozycje rebeliantami. Po ostrzale samolot zawrócił do Kampali, stolicy Ugandy, z kolei czterech rannych w ataku przetransportowano do Kenii. Tego samego dnia prezydent Kiir ogłosił, iż rząd jest gotowy do podjęcia dialogu pojednawczego z każdą grupą rebeliancką, w tym z Riekiem Macharem, bez stawiania wstępnych warunków. Dzień wcześniej prezydent prosił rodaków, by odwrócili się od nienawiści etnicznej. Niemniej Machar w wywiadzie dla BBC przyznał, iż rebelianci opanowali roponośny stan Unity, gdzie mianował lojalnego generała Jamesa Koanga, urzędującego w Bentiu. Garnizon 4. Dywizji Koanga posiadał najlepszy sprzęt wojskowy i broń z powodu bliskości z granicą z Sudanem. W walkach pod Bentiu zginęło co najmniej 15 żołnierzy Dinka. Dodał także, że gen. Peter Gadet odpierał ataki wojska południowosudańskiego w Borze. W Borze splądrowane zostały biura Polskiej Akcji Humanitarnej, która ewakuowała swoich pracowników z Boru i Dżuby. Biura zostały ponownie otwarte 27 grudnia 2013.
22 grudnia 2013 Riek Machar w wywiadzie dla Al-Dżaziry przyznał, iż dąży do przejęcia władzy w państwie, co potwierdzało podejrzenia, iż do próby zamachu stanu doszło z jego inicjatywy. Tymczasem do Dżuby przybyli specjalni wysłannicy z Nigerii oraz Stanów Zjednoczonych, którzy nawoływali do zakończenia kryzysu w kraju. Z kolei Departament Stanu USA poinformował o pomyślnym ewakuowaniu około 380 Amerykanów, a także 300 obywateli innych państw, z miasta Bor do stolicy Sudanu Południowego, Dżuby.
Dzień później Machar ogłosił w wywiadzie dla Agencji Reutera gotowość do negocjacji z rządem w Dżubie. Jako warunek wstępny zarządzał uwolnienie kilku więźniów politycznych, zatrzymanych po 15 grudnia 2013. Wśród nich znaleźli się m.in.: Pagan Amum, jeden z najbardziej wpływowych polityków kraju i Rebecca Garang, wdowa po Johnie Garangu, która krytykowała rządy Kiira. Władze odrzuciły te żądania, zapowiadając kontrofensywę, której celem ma być stanów Jonglei i Unity, a także zajętych przez nich pól naftowych w stanach Unity i Górny Nil. Jednocześnie Machar zapewnił, iż nie wstrzyma produkcji ropy naftowej, domagając się jednocześnie, by dochody z jej wydobycia trafiały na ustalone przez ONZ konto bankowe, a nie na rachunki rządu z Dżuby, które mogłyby posłużyć na wojnę domową.

### Odbicie Boru przez SPLA; bitwa o Malakal i Pariang
Po tygodniu wojny domowej w Sudanie Południowym, liczba zabitych wzrosła do 1000, z kolei 100 tys. osób musiało uciekać z miejsca swojego zamieszkania. W trakcie walk dwa tysiące żołnierzy zdezerterowało z armii zasadniczej. 24 grudnia 2013 misja UNMISS wydała oświadczenie informujące o odkryciu masowego grobu w Dżubie z 15 ciałami. Z kolei armia Sudanu Południowego 24 grudnia 2013 o godz. 14:00 rozpoczęła szturm na Bor, które zdołała odbić z rąk buntowników tego samego dnia o godz. 19:30. Z Boru ewakuowały się bojówki gen. Gadeta, które stawiały opór jedynie w okolicach lotniska. Z miasta uciekło także 17 tys. ludzi. Po zakończeniu bitwy o Bor, Riek Machar oskarżył ugandyjskie siły powietrzne o bombardowanie pozycji rebeliantów. Według niego użyto myśliwca MiG-29, czemu Kampala początkowo oficjalnie zaprzeczyła. Udział sił ugandyjskich w wojnie domowej został potwierdzony przez tamtejszego prezydenta 15 stycznia 2014. Z kolei według strony rządowej w czasie kiedy rebelianci kontrolowali Bor, doszło tam do masakry w szpitalu na 127 pacjentach. Zaprzeczyli temu bojownicy SSLA, argumentując tym, że nie brali za cel cywilów.
Po odbiciu Boru, od wieczora 24 grudnia 2013 walki trwały w Malakal w stanie Nil Górny, gdzie toczyły się między rebeliantami Machara a lojalistami Kiira. 26 grudnia 2013 podjęły kontratak w Bentiu. 27 grudnia 2013 siły rządowe opanowały sytuację na obszarze Malakalu. Siły Zbrojne Sudanu Południowego podczas bitwy używały ciężkiej artylerii i czołgów. Równolegle walki trwały na zachód od miasta Pariang w stanie Unity, gdzie zrównano z ziemią wioskę Panyang, a 26 grudnia 2013 SPLA zniszczyła 37 pojazdów należących do Nuerów. Cywile masowo uciekali z miasta Pariang, instalując się w obozie dla uchodźców Yida. Rebelianci ze stanu Unity oskarżyli Ruch Sprawiedliwości i Równości (JEM) o wspieranie sił rządowych i pomoc w zajmowaniu pól naftowych, które był także ważne dla ugrupowania walczącego w Darfurze. JEM zaprzeczyło jakoby był zaangażowany w walki w Sudanie Południowym.

### Kontratak rebeliantów SPLM/A w Mayom i Borze
Dzień po wizycie przywódców Etiopii i Kenii w Dżubie (26 grudnia 2013), władze Sudanu Południowego wypuściły dwóch z 11 więźniów politycznych, aresztowanych po 15 grudnia 2013. Wśród nich znaleźli się Peter Adwok Nyaba, były minister szkolnictwa wyższego i Deng Deng Akon, dyrektor biura za wiceprezydentury Rieka Machara. 29 grudnia 2013 Armia Sudanu Południowego starła się w Borze z Białą Armią Nuerów, plemienną milicją wrogą Dinkom. Do odparcia ataku wojsko po raz pierwszy użyło helikopterów. Tego samego dnia Nuerowie pod wodzą Petera Daka po trzydniowej bitwie zdobyli miasto Mayom, leżące w stanie Unity, 90 km od Bentiu.
30 grudnia 2013 Nuerowie ponowili ataki na Bor, czego skutkiem było przedostanie się grup rebelianckich do miasta w dniu 31 grudnia 2013. 1 stycznia 2014 burmistrz miasta Nhial Majak Nhial potwierdził, iż armia rządowa dokonała dzień wcześniej „taktycznego odwrotu” do bazy Malual Chaat. Tym samym lojaliści Kiira ponownie utracili kontrolę nad Borem na rzecz Białej Armii Nuerów oraz Armii Wyzwolenia Sudanu Południowego. Po utracie Boru, Salva Kiir ogłosił 1 stycznia 2014 stan wyjątkowy w ogarniętych walkami stanach Jonglei i Unity na dwa dni przed rozpoczęciem rozmów pokojowych z rebeliantami w Etiopii. Dowództwo armii narodowej zapewniło, iż wysłało umocnienia do Boru.

### Oblężenie i odbicie Boru oraz Bentiu przez siły rządowe; II bitwa o Malakal
4 stycznia 2014 armia rozpoczęła oblężenie Boru. W strefie walk wykorzystywano czołgi oraz ciężką artylerię. Wymianę ognia słychać było również w rządowej dzielnicy Dżuby. Walki wybuchły także w koszarach wojskowych w Yei przy granicy z Ugandą i Demokratyczną Republiki Konga, powodując panikę wśród mieszkańców. Siły rządowe podjęły także wysiłki na rzecz odbicia Mayomu, poważnie zdewastowanemu z powodu walk. W mieście wybuchł także pożar w którym zginęło 200 osób. Rebelianci wieczorem 7 stycznia 2014 zarządzili taktyczny odwrót, umożliwiając armii powrót do utraconych pozycji. Dwa dni później, idąc za ciosem, armia zaatakowała pozycje bojowników pod Tor al-Abjad, 30 km na zachód od Bentiu.
W dniach 8–9 stycznia 2014, tysiące ludzi opuszczało Bentiu, ze względu na widmo nowych walk. Walki na przedmieściach wybuchły 10 stycznia 2014, kiedy 3. 4. i 5. Dywizja SPLA zaatakowała rebeliantów. Wieczorem tego samego dnia armia pokonała buntowników pod dowództwem gen. Jamesa Koanga. Tego samego dnia jednostki SPLA wraz z siłami ugandyjskimi (co potwierdził dwa dni później prezydent Ugandy Yoweri Museveni) stoczyły bitwę 90 kilometrów od Dżuby z rebeliantami, którzy ponieśli porażkę. Według południowosudańskiego ministra obrony Kuola Manyanga, batalion ugandyjski rozlokowany był w Dżubie, liczący prawie 2 tys. żołnierzy. Kontyngent zajął tamtejsze lotnisko oraz strzegł najważniejszych urzędów, mostów i przepraw na Nilu. Żołnierze ugandyjscy wsparli także rządowe oblężenie Boru. Rebelianci oskarżyli Ugandę o używanie bomb zapalających z białym fosforem podczas bombardowań.
14 stycznia 2014 co najmniej 200 osób utonęło podczas katastrofy promu przewożącego południowosudańskich cywilów, uciekających z miasta Malakal w Górnym Nilu, opanowanego ponownie walkami od 15 stycznia 2014. Po dwóch dniach walk, przewagę w mieście zdobyli rebelianci. 16 stycznia 2014 dowództwo armii przyznało, że utraciło kontrolę nad Malakal. W zasadzce rebeliantów pod miejscowością Gemeza zginęło dziewięciu ugandyjskich żołnierzy. Według rebeliantów w Sudanie Południowym zginęło 21 ugandyjskich żołnierzy. Armia Ugandy poinformowała, że od 23 grudnia 2013, od kiedy była obecna w Sudanie Południowym, straciła dziewięciu żołnierzy, potwierdzając tym samym zasadzkę spod Gemezy. W ciągu miesiąca wojny domowej, według Międzynarodowej Grupy Kryzysowej (ICG) w Sudanie Południowym zginęło 10 tys. osób, a 400 tys. musiało opuścić swoje domy, z czego 78 tys. uciekło do Ugandy, Etiopii bądź Kenii.
18 stycznia 2014 siły rządowe po dwutygodniowym oblężeniu przejęły kontrolę nad miastem Bor, pokonując 15 tys. broniących go rebeliantów. W wyniku oblężenia i walk miasto zostało poważnie zdewastowane. Następnie walki wybuchły pod Malakal, gdzie armia Sudanu Południowego dążyła do odbicia miasta. Udało się to uczynić już 20 stycznia 2014.

### Tymczasowy rozejm i atak SPLM/A na Malakal
Zawieszenie broni między stronami udało się osiągnąć mediatorom z Międzynarodowej Władzy ds. Rozwoju (IGAD) 23 stycznia 2014 o godz. 17:30. Zawieszenie broni zostało wprowadzone 24 godziny później. Przez ten czas w kilku miejscach kraju dochodziło do sporadycznej wymiany ognia. Armia spychała rebeliantów z obszaru Nilu Białego w stanie Lakes, zabijając 35 bojowników. 25 stycznia 2014 obie strony oskarżały się o pojedyncze incydenty łamiące zawieszenie broni. W stanie Unity armia otoczyła 200 rebeliantów, którzy utracili wcześniej kontrolę nad Benitu. Wśród pokonanych bojowników był gen. Peter Gadet. Według rebeliantów SPLM/A, siły rządowe dopuszczały się w Malakal mordów na Nuerach. Z kolei według strony rządowej rebelianci z Białej Armii Nuerów dokonali atak na pozycję wojska w Mathiang. Mimo to rzecznik armii Philip Aguer, powiedział, że walki wygasały.
1 lutego 2014 armia weszła do niebronionego miasta Leer w stanie Unity. Mimo obowiązującego rozejmu, rebelianci zaatakowali rankiem 18 lutego 2014 Malakal, przejmując częściową kontrolę nad miastem. Rebelianci zajęli całkowicie miasto trzy dni później.
Na przełomie lutego i marca 2014 odbyła się druga runda negocjacji między rebeliantami SPLM/A. Zakończyła się ona bez oczekiwanego przełomu. Opozycjoniści domagali się opuszczenia wojsk Ugandy z Sudanu Południowego. Trzecia tura rozmów między rządem i SPLM/A oraz SPLM-7 rozpoczęła się 26 marca 2014.
Skutkiem wojny domowej była śmierć 10 tys. ludzi, ucieczka 900 tys. osób z domów oraz 3,2 mln ludzi potrzebujących pomocy humanitarnej, dla których ONZ chciało przekazać 1,27 mld dolarów pomocy. Miasta takie jak Bor czy Benitu zostały poważnie zdewastowane. W kraju szerzyło się szabrownictwo i rabowanie magazynów z żywnością. ONZ-owskie Biuro Koordynacji Spraw Humanitarnych (OCHA) podało 29 marca 2014, że ponad milion ludzi zostało zmuszonych do opuszczenia swoich domów w trakcie wojny domowej.

### Masakra w Benitu i Borze
15 kwietnia 2014 siły rebelianckie lojalne wobec eks-wiceprezydenta Sudanu Południowego Rieka Machara ogłosiły, iż zajęły miasto Bentiu, stolicę naftowego stanu Unity. Po zajęciu Benitu, doszło tam do masakry na tle etnicznym. Po wejściu sił antyrządowych do miasta, lokalne stacje radiowe nawoływały do przemocy. Niektórzy dowódcy rebeliantów mówili, że pewne grupy etniczne powinny opuścić Bentiu. Wzywali też mężczyzn do gwałcenia kobiet z innych grup etnicznych. Siły zbrojne przeszukiwały miejsca w których schroniły się setki cywilów z Sudanu Południowego i z zagranicy. Zaatakowano miejscowy szpital, gdzie zabito Nuerów, którzy odmówiły przyłączenia się do członków tego plemienia, świętującego wejście rebeliantów do miasta. Następnie doszło do masakry w meczecie Kali-Ballee, gdzie schronili się przedstawiciele różnych grup etnicznych. Według misji UNMISS zamordowano tam 200 i raniono 400 cywilów. Do morderstw doszło też w kościele katolickim oraz w opuszczonymi budynku Światowego Programu Żywnościowego. Siły ONZ donosiły o dziesiątkach ciał leżących na ulicach Benitu. Lider rebeliantów Riek Machar w rozmowie z Al Dżazirą w dniu 22 kwietnia 2014, powiedział, że skontaktował się z miejscowym dowódcą w Benitu, który powiedział, że doniesienia o masakrach są fałszywe i nie ponoszą za nie odpowiedzialność siły antyrządowe.
16 kwietnia 2014 o godz. 16:00 czasu lokalnego rebelianci dokonali ataku na miejscowość Rank, leżący 35 km od granicy z Sudanem. Po czterech godzinach walk, wojsko zmusiło bojowników do odwrotu. W kolejnych dniach rebelianci SPLM/A atakowali pola naftowe w stanie Unity. 18 kwietnia 2014 zajęli miasto Leer oraz miejscowości Mirmir oraz Tharjiath, doszło też do potyczki pod Pariang, podczas której według rebeliantów zginęło 57 żołnierzy rządowych, którzy mieli wycofać się do regionu Bahr al-Ghazal.
17 kwietnia 2014 w mieście Bor doszło do ataku obozie dla uchodźców zorganizowanym przy bazie wojsk UNMISS, gdzie przebywali żołnierze z Indii, Nepalu i Korei Południowej oraz 5 tys. cywilów z plemienia Nuer. Masakra rozpoczęła się o godz. 9:30 czasu lokalnego, kiedy uzbrojeni mężczyźni przyszli do bazy pod pretekstem przedstawienia petycji. Byli jednak uzbrojeni i po przedostaniu się na teren misji otworzył ogień do cywilów, w wyniku czego śmierć poniosło 58 osób, a 100 zostało rannych. ONZ ogłosiło, iż atak ten może „stanowić zbrodnie wojenną”.
Rano o godz. 7:00 21 kwietnia 2014, rebelianci zdobyli kontrolę nad miastem Mayom. Armia przyznała, iż dokonała taktycznego wycofania z Mayom. Jego przyczyną była troska o życie cywilów, którzy mogli się znaleźć się na linii ognia w przypadku wybuchnięcia bitwy. Jednocześnie wojsko ogłosiło iż kontrolowało pola naftowe pod Mayom. 24 kwietnia 2014 miała miejsce potyczka w Mapel w stanie Bahr el Ghazal Zachodni, w wyniku której śmierć poniosło 10 osób.

### Przejęcie kontroli nad Benitu przez SPLA i porozumienie pokojowe z Addis Abeby
4 maja 2014 armia Kiira wspierana przez wspierana przez siły Obrony Ludowych Sił Ugandy Ludowej (UPDF) i Armii Wyzwolenia Sudanu-Północ (SPLA-N), odbiła Nasir i duże obszary pól naftowych pod Benitu, które także zostało odbite. 6 maja 2014 UNHCR odnotował ponad 11 tys. Nuerów, którzy z powodu walk uciekli do Etiopii.
9 maja 2014 po spotkaniu prezydenta Kiira z Riekiem Macharem w Addis Abebie podpisano układ pokojowy, przewidujący zawieszenie broni w ciągu 24 godzin. Po osiągnięciu porozumienia, do sporadycznych walk doszło w stanie Górny Nil 12 maja 2014, gdzie Biała armia Nuerów starła się z wojskiem zasadniczym.

## Reakcje międzynarodowe
W wyniku sytuacji w stolicy Sudanu Południowego Departament Stanu Stanów Zjednoczonych ogłosił, 17 grudnia 2013, wycofanie większości swojego personelu z Sudanu Południowego i polecił Amerykanom opuszczenie tego kraju. Dzień później ministerstwo spraw zagranicznych Wielkiej Brytanii ogłosiło wycofanie części personelu ambasady w Dżubie. 20 grudnia 2013 władze Ugandy poinformowały, iż rozmieszczą w Dżubie, na wniosek Sudanu Południowego, swoje siły stabilizacyjne, by pomóc zaprowadzić porządek w stolicy kraju. Także Stany Zjednoczone wysłały do Sudanu Południowego 45 żołnierzy, którzy działali przy misji ewakuacyjnej. 21 grudnia 2013 prezydent Kenii Uhuru Kenyatta postanowił o wysłaniu kenijskich wojsk do Sudanu Południowego w celu ewakuowania 1600 kenijskich obywateli.
Unijna komisarz ds. pomocy humanitarnej Kristalina Georgiewa poinformowała 23 grudnia 2013, iż Sudan Południowy znalazł się na krawędzi klęski humanitarnej, w związku z czym Komisja Europejska odblokowała 50 mln euro na pomoc humanitarną. Tymczasem rząd Japonii postanowił dostarczyć amunicję żołnierzom południowokoreańskim uczestniczącym w operacji pokojowej ONZ w Sudanie Południowym, co jest pierwszym zezwoleniem na takie dostawy dla obcych wojsk w historii Japonii po II wojnie światowej. Z kolei sekretarz generalny ONZ Ban Ki-moon ogłosił chęć zwiększenia kontyngentu UNMISS o kolejne 5 tys. żołnierzy. W chwili wybuchu wojny domowej w Sudanie Południowym przebywało 6,7 tys. żołnierzy i 670 policjantów ONZ.
24 grudnia 2013 Rada Bezpieczeństwa ONZ na wniosek sekretarza generalnego organizacji Ban Ki-moona jednomyślnie uchwaliła rezolucję zatwierdzającą tymczasowy wzrost liczebności żołnierzy i policjantów misji pokojowej UNMISS do 13,8 tysiąca (12,5 tys. żołnierzy i 1323 policjantów). Pierwsi policjanci przybyli do Sudanu Południowego z Demokratycznej Republiki Konga 28 grudnia 2013. Dodatkowe siły zostały przerzucone do Sudanu Południowego z oenzetowskich misji z Demokratycznej Republiki Konga (MONUSCO), Wybrzeża Kości Słoniowej (UNOCI), Liberii (UNMIL) oraz Darfuru (UNAMID) i Abyei (UNFISA).
26 grudnia 2013 do Sudanu Południowego przybył kenijski prezydent Uhuru Kenyetta oraz etiopski premier Hajle Marjam Desalegne, którzy mediowali i rozmawiali z prezydentem Kiirem. Wezwali oni do podjęcia rozmów kończących kryzys. Riek Machar wyznaczył delegację do pertraktacji pokojowych z Pagan Amum na czele. 27 grudnia 2013 odbyło się spotkanie Międzynarodowej Władzy ds. Rozwoju (IGAD) w Nairobi, podczas którego omawiano sposoby rozwiązania południowosudańskiego kryzysu.
Konsekwencją spotkania w Nairobi było ustalenie negocjacji między walczącymi stronami. 31 grudnia 2013 delegacje rządu Sudanu Południowego oraz rebeliantów pod wodzą Rieka Machara zostały wysłane do Etiopii na rozmowy pokojowe. Mediacje dt. przerwania ognia pod egidą Międzynarodowej Władzy ds. Rozwoju w Addis Abebie rozpoczęły się 3 stycznia 2014. Przewodził nim Sejum Mesfin, były minister spraw zagranicznych Etiopii i specjalny wysłannik IGAD. Dzień później w stolicy Etiopii, Addis Abebie odbyła się formalna ceremonia rozpoczęcia bezpośrednich rozmów pokojowych między przedstawicielami rządu Sudanu Południowego i lojalistów Machara. Szef delegacji rebeliantów Taban Deng Gai w trakcie negocjacji wezwał do uwolnienia kilku wysokich rangą polityków aresztowanych po rozpoczęciu konfliktu oraz zniesienia stanu wyjątkowego w dwóch stanach Sudanu Południowego. Jednak już 4 stycznia 2014 rokowania zostały odroczone na czas nieokreślony. Problem jaki się pojawił między stronami było brak ustalonego porządku negocjacji. Rokowania w Addis Abebie zostały wznowione 5 stycznia 2014, jednakże był to pozorowane rozmowy, ze względu na sytuację na frontach, gdzie obie strony chciały zająć jak najwięcej strategicznych punktów.
6 stycznia 2014 wizytę w Dżubie złożył prezydent Sudanu Umar al-Baszir, podczas którego Salva Kiir zaproponował sudańskiemu przywódcy, wspólne zajęcie naftowych pól na ziemiach Nuerów i strzeżenie ich przed rebeliantami Machara. Baszir przystał na propozycję południowosudańskiego odpowiednika Kiir zdecydował się na ten krok, gdyż południowoudańska ropa jest istotna dla Chartumu, ze względu na dochodów za tranzyt przez rurociąg wiodący do czerwonomorskiego Port Sudanu.
16 stycznia 2014 Salva Kiir powtórzył, że nie zgadza się na uwolnienie więźniów politycznych, dopóki wszystkie procesy sądowe nie zostanie zakończone. Kroku tego domagali się rebelianci. Żądali także, by wojskowi Ugandy, którzy interweniowali po stronie prezydenta Kiira opuścili Sudan Południowy. Przez rozbieżne stanowiska obu stron, rozmowy pokojowe były w impasie. 21 stycznia 2013 prezydent kraju oskarżył oenzetowską misję UNMISS o ukrywanie bojowników i ich broni w bazach razem z cywilami. ONZ informowało, iż 70 tys. cywilów znalazło schronienie w bazach. Rebelianci mieli ukrywać się w bazie w Borze, zdobytym po oblężeniu przez siły rządowe.
23 stycznia 2014 o godz. 17:30, strony konfliktu zawarły w Addis Abebie porozumienie o zawieszeniu broni. Rozejm udało się wynegocjować pod egidą IGAD, która ogłosiła, iż wyśle do Sudanu Południowego 5500 żołnierzy sił wsparcia pokoju. Porozumienie przewidywało przerwanie ognia na frontach w ciągu 24 godzin. Umowa przewidywała uwolnienie siedmiu aresztowanych opozycjonistów, którzy zostali wypuszczeni 29 stycznia 2014. Wypuszczeni aktywiści utworzyli grupę SPLM-7, reprezentującą opozycjonistów podczas rozmów z rządem w Dżubie. Reszta miała stanąć przed sądem za oskarżeniem o zdradę stanu, jednak ostatecznie została puszczona wolno 25 kwietnia 2014.
Negocjacje pokojowe pod auspicjami IGAD zostały wznowione 28 kwietnia 2014. Po wizycie sekretarza generalnego ONZ Ban Ki-moona w Sudanie Południowym z 6 maja 2014, Riek Machar zgodził się poprowadzić bezpośrednie rozmowy z prezydentem Kiirem. Po pierwszym spotkaniu liderów stron wojny domowej, ustalono warunki zakończenia walk. Doprowadziło to podpisania bilateralnego porozumienia pokojowego w Addis Abebie w dniu 9 maja 2014. Porozumienie sygnował również etiopski premier Hajle Marjam Desalegne. „Teraz, gdy już się opamiętaliśmy, dialog jest jedyną odpowiedzią na wszelkie problemy z przeszłości. Będziemy podążać we właściwym kierunku – powiedział prezydent Kiir po podpisaniu ugody, która przewidywała zakończenie walk na frontach w ciągu 24 godzin, a także dopuszczenia pomocy humanitarnej do potrzebujących. Ogłoszono ponadto plan powołania rządu tymczasowego, który miałby istnieć do czasu wyborów prezydenckich zaplanowanych na 12 maja 2015. uzgodniono także, że opracowana zostanie nowa konstytucja.
Sekretarz generalny ONZ Ban Ki-moon wezwał 12 maja 2014 do ustanowienie specjalnego trybunału do zbadania zbrodni popełnionych podczas wojny domowej. 27 maja 2014 Rada Bezpieczeństwa ONZ zmieniła priorytety mandatu misji UNMISS na ochronę cywilnej, przestrzeganie praw człowieka, pomoc humanitarną i wdrożenia zawieszeniu broni. Mandat misji został przedłużony do 30 listopada 2014.